# La Lande-sur-Drôme
La Lande-sur-Drôme ist eine französische Ortschaft im Département Calvados in der Normandie. Die bis zum 1. Januar 2017 bestehende Gemeinde gehörte zum Arrondissement Vire. Sie ging mit Wirkung vom 1. Januar 2017 in der Commune nouvelle Val de Drôme auf und ist seither eine Commune déléguée. Die Gemeindegemarkung umfasste 1,57 km². Die Bewohner nennen sich Landaniens. Die Nachbarorte sind La Vacquerie im Norden, Sept-Vents im Osten und im Süden, Le Perron im Süden und im Westen und Biéville im Westen.

## Weblinks

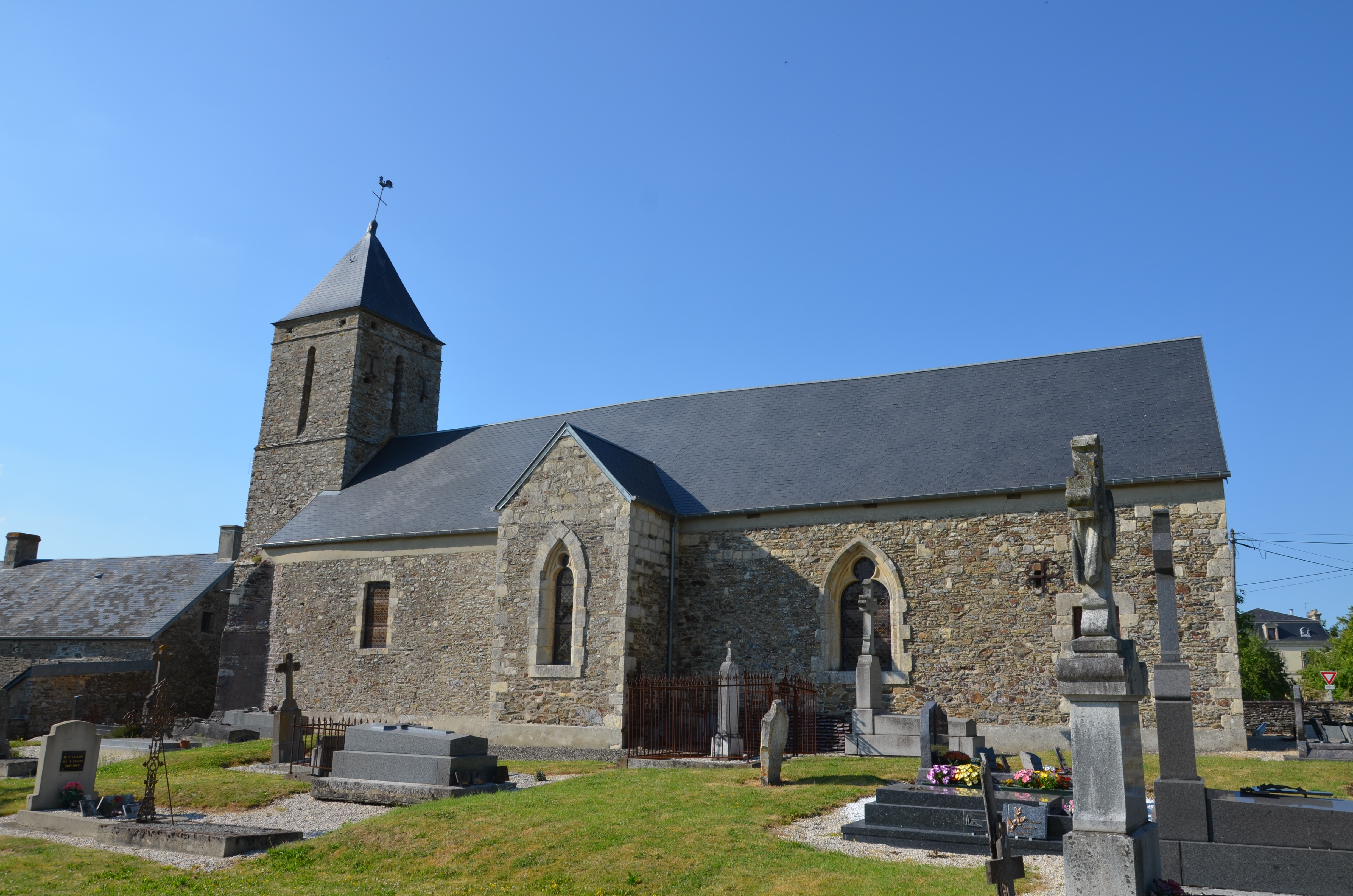
Kirche Saint-Sauveur rt Saint-Gorgon

## Bevölkerungsentwicklung
| Jahr      | 1962 | 1968 | 1975 | 1982 | 1990 | 1999 | 2008 | 2016 |
| --------- | ---- | ---- | ---- | ---- | ---- | ---- | ---- | ---- |
| Einwohner | 88   | 78   | 78   | 66   | 57   | 59   | 62   | 67   |